# Saint-Germain-du-Teil
Saint-Germain-du-Teil este o comună în departamentul Lozère din sudul Franței. În 2009 avea o populație de 810 de locuitori.

## Evoluția populației
| An        | 1975 | 1982 | 1990 | 1999 | 2006 | 2009 |
| --------- | ---- | ---- | ---- | ---- | ---- | ---- |
| Populație | 704  | 779  | 804  | 803  | 832  | 810  |